# Mohammed al-Sakizli
Mohammed al-Sakizli (en arabe : محمد الساقزلي), né en 1892 et mort le 14 janvier 1976 à Benghazi, est un homme politique libyen.

## Biographie
Le 1er juin 1949, l'émir Idris déclare « l'indépendance » de la Cyrénaïque, qui demeure cependant nominale en raison de la forte influence britannique. Après un gouvernement de courte durée dirigé par Omar Pacha El Kikhia, Mohammed Sakizli forme un nouveau cabinet en mars 1950. Après la naissance du nouveau royaume de Libye le 24 décembre 1951, Sakizli devient gouverneur de Cyrénaïque et demeure à ce poste jusqu'en mai 1952, date à laquelle il est nommé ministre de l'Éducation au sein du gouvernement fédéral libyen. En septembre 1953, il est nommé chef du bureau royal. 
En février 1954, Sakizli est chargé par le roi Idris de former un gouvernement, dans lequel il occupe également le poste de ministre des Affaires étrangères. Le cabinet ne demeure cependant en place que quelques semaines. Le 5 avril suivant, la Cour suprême invalide l'ordonnance royale du 19 janvier 1954 portant dissolution du conseil législatif de la Tripolitaine. En conséquence, des manifestations éclatent à Tripoli, organisées par le gouverneur de Tripolitaine, As-Siddig al-Mutassir, contre la décision de la Cour. 
Le 7 avril, les membres du cabinet sont convoqués alors que les manifestations se poursuivent dans la capitale. Le gouverneur al-Mutassir continue de diriger les élections législatives, ce qui signifie en réalité défier la décision de la Cour[pas clair]. Sakizli téléphone au roi Idris pour que celui-ci ordonne au gouverneur al-Mutassir de mettre fin aux élections, avec lesquelles, apparemment, le roi n’est pas d’accord. Le lendemain, un message royal est remis à Sakizli pour lui demander de démissionner, ce qu'il fait le 12 avril.
Sakizli redevient gouverneur de Cyrénaïque le 26 décembre 1962 et demeure en fonction jusqu'au 26 avril 1963, quand est adoptée une révision constitutionnelle qui met fin au système fédéral. 
Sakizli demeure en Libye après le renversement de la monarchie et l'arrivée au pouvoir de Mouammar Kadhafi le 1er septembre 1969. Il meurt le 14 janvier 1976 à Benghazi